# Ural Airlines
NV Ural Airlines (Russisch: ОАО Авиакомпания "Уральские авиалинии"; Oeralskie avialinii) is een Russische luchtvaartmaatschappij uit Jekaterinenburg met haar basis op de Luchthaven Koltsovo. Het bedrijf heeft ongeveer 1400 medewerkers.

## Geschiedenis
De Staats-luchtvaartonderneming Sverdlovsk werd opgericht in december 1943. Op 1 januari 1963 werd de onderneming samengevoegd met de luchthaven en een aantal andere ondernemingen om zo beter in te kunnen springen op de burgerluchtvaart. In 1991, bij de val van de Sovjet-Unie, werd deze hernoemd tot Eerste Sverdlovsk luchtvaartmaatschappij. Op 29 december 1993 werden de verschillende onderdelen van het samenwerkingsverband weer gescheiden en ging de luchtvaartmaatschappij verder als Ural Airlines. Het is eigendom van Oeral Vleugels (Крылья) (65.77%) en de Oeral Transport Bank (14.67%).

## Bestemmingen
Ural Airlines biedt in november 2009 de volgende bestemmingen aan:

### Binnenland
Tsjita, Adler-Sotsji, Chanty-Mansiejsk, Irkoetsk, Jakoetsk, Jekaterinenburg, Kavkazskie Mineralnye Vody, Krasnodar, Krasnojarsk, Kemerovo, Moskou, Nadym, Nizjnevartovsk, Novokoeznetsk, Novosibirsk, Novy Oerengoj, Salechard, Samara, Sint-Petersburg, Tsjeljabinsk, Vladivostok.

### Internationaal
Almaty, Antalya, Bakoe, Bangkok, Barcelona, Dubai, Gəncə, Heraklion (5 juni - 23 oktober), Jerevan, Larnaca (30 april - 24 oktober), Namangan, Peking, Praag, Pula (31 mei - 25 oktober), Simferopol, Tasjkent, Tel Aviv, Thessaloniki (27 april - 23 oktober), Tivat.

## Luchtvloot
In november 2011 had de luchtvaartmaatschappij de volgende vliegtuigen:
| Type            | In dienst | Besteld |
| --------------- | --------- | ------- |
| Airbus A320-200 | 13        | 3       |
| Airbus A321-200 | 8         | 1       |